# Шолем Алехем
Шолем Алехем (хебр. שלום עליכם; Переславље, 2. март 1859 — Њујорк, 13. мај 1916) је био јеврејски књижевник рођен у царској Русији (данас Украјина).

## Детињство и младост
Рођен је као Шалом Рабинович у сиромашној патријархалној јеврејској породици У Переслављу, источно од Кијева у царској Русији.
Мајка му је умрла, када је имао петнаест година. Инспирисао га је Робинзон Крусо, па је са петнаест година написао властиту верзију чувеног романа. Тада је усвојио псеудоним Шолем Алехем, што значи мир са вама. Када је 1876. завршио школу са одличним успехом дао се у потрагу за послом. Три године је учио Олгу, богату ћерку велепоседника са којим се оженио 1883. и имао шесторо деце.

## Каријера
У почетку је писао руски и хебрејски. Од 1883. писао је на јидишу, који је био говорни језик, кога су погрдно називали жаргон. У то време већина руских Јевреја писала је на хебрејском, литургијском језику, којим су се користили само учени Јевреји. До 1890. Шолем је постао кључни писац на јидишу, Почео је улагати властити новац у штампање два алманаха, али 1890. изгубио је читаво богатство приликом спекулација на берзи, па није могао да штампа трећи алманах. Писао је и на руском за јеврејску штампу на руском. У том периоду је добио туберколозу.

## Тема романа
У својим радовима описује малог јеврејског човека из руске провинције. Са великом дозом хумора описује тешкоће којима је оптертећен и описује веру у боље.

## Емиграција
После 1891. живео је у Одеси, а касније у Кијеву. Емигрирао је 1905. током вала погрома у јужној Русији. У почетку је живео у Њујорку, а његова породица у Женеви. Није имао довопљно новца, па се вратио у Женеву. Иако је био јако популаран, није довољно зарађивао. Посветио се јидишу и ционизму. Био је амерички делегат 1907. на ционистичком конгресу.
Током 1908. на турнеји у Русији онесвестио се и провео је два месеца у болници опорављајући се од туберколозе. Током четири године живео је као напола инвалид. Породица му је живела од донација пријатеља и оних који су били одушевљени његовим радом. Већина Алехемове породице емигрирала је 1914. у САД. Син Миша је имао туберколозу и умро је 1915. у Швајцарској, што је јако деловало на Шолема.

## Смрт
Умро је 1916. у Њујорку. Његовој сахрани присуствовало је 100.000 људи.